# Sillon d'Uruk
Uruk Sulcus
Pour l’article homonyme, voir Uruk.
Le sillon d'Uruk (désignation internationale : Uruk Sulcus) est un sillon de 2 200 km de diamètre situé sur Ganymède. Il a été nommé en référence à Uruk, cité sumérienne dirigée par Gilgamesh.